# Lizzie
Lizzie eller Lizzy er et pigenavn, der er en kortform af Elisabeth.
Eksempler:
- Lizzie (sanger)
- Dizzy Mizz Lizzy